# Вакас, Мухаммад
Мухаммад Вакас Шариф (англ. Muhammad Waqas Sharif, 3 сентября 1988, Сиалкот, Пакистан) — пакистанский хоккеист (хоккей на траве), нападающий. Участник летних Олимпийских игр 2008 и 2012 годов, чемпион летних Азиатских игр 2010 года, серебряный призёр летних Азиатских игр 2014 года, бронзовый призёр летних Азиатских игр 2006 года.

## Биография
Мухаммад Вакас родился 3 сентября 1988 года в пакистанском городе Сиалкот.
Играл в хоккей на траве за ВАПДА из Лахора.
В 2008 году вошёл в состав сборной Пакистана по хоккею на траве на летних Олимпийских играх в Пекине, занявшей 8-е место. Играл на позиции нападающего, провёл 6 матчей, забил 2 мяча (по одному в ворота сборных Великобритании и Канады).
В 2012 году вошёл в состав сборной Пакистана по хоккею на траве на летних Олимпийских играх в Лондоне, занявшей 7-е место. Играл на позиции нападающего, провёл 6 матчей, забил 1 мяч в ворота сборной Южной Кореи.
Завоевал комплект медалей на хоккейных турнирах летних Азиатских игр: золото в 2010 году в Гуанчжоу, серебро в 2014 году в Инчхоне, бронзу в 2006 году в Дохе.
Дважды был призёром Трофея чемпионов, выиграв серебряную медаль в 2014 году, бронзовую — в 2012 году.
В 2012 году стал победителем азиатского Трофея чемпионов, где стал лучшим снайпером с 11 мячами.